# Aeródromo de Güeppi
El Aeródromo de Güepí (OACI: SPGP) es un aeropuerto que da servicio a la localidad de Güepí en la Región Loreto del Perú. El complejo se encuentra sobre el río Putumayo en la triple frontera del Perú con Colombia y Ecuador.

## Aerolíneas y destinos
| Aerolíneas                | Destinos                                                       |
| ------------------------- | -------------------------------------------------------------- |
| Servicios Aéreos Tarapoto | Aeropuerto Internacional Coronel FAP Francisco Secada Vignetta |